# Dandara Palankof
Dandara Palankof é uma jornalista, tradutora e editora de quadrinhos brasileira. 

## Carreira
Graduada em Rádio e TV pela Universidade Federal de Pernambuco, foi responsável pela tradução para o português de diversas HQs, como Estranhos no Paraíso, Inimigos Mortais e Tempos de Colégio. 
Foi ainda, ao lado de Maria Clara Carneiro e Mitie Taketani, curadora da 7ª Bienal de Quadrinhos de Curitiba. Em 2021 foi coeditora da oitava edição da revista Ragu, ao lado de Christiano Mascaro, João Lin e Paulo Floro. Por este trabalho, ganhou, no ano seguinte, o 34º Troféu HQ Mix na categoria de Melhor projeto editorial.